# Clark Leiblee
Clark Leiblee (ur. 2 listopada 1877 w Troy w Pensylwanii, zm. 20 sierpnia 1917 w Tripton w stanie Indiana) - amerykański lekkoatleta olimpijczyk z Paryża 1900 specjalizujący się w biegach krótkich. Na  igrzyskach olimpijskich w Paryżu. W biegu eliminacyjnym zajął drugie miejsce przegrywając bezpośredni awans z Walterem Tekwsburym. W biegu repasażowym zajął trzecie miejsce i nie awansował do finału.